# Platylophus trifoliatus
Platylophus trifoliatus är en tvåhjärtbladig växtart som först beskrevs av Carl von Linné d.y., och fick sitt nu gällande namn av David Don. Platylophus trifoliatus ingår i släktet Platylophus och familjen Cunoniaceae. Inga underarter finns listade i Catalogue of Life.